# Beverly Shores (Indiana)
Beverly Shores es un pueblo ubicado en el condado de Porter en el estado estadounidense de Indiana. En el Censo de 2010 tenía una población de 613 habitantes y una densidad poblacional de 40,61 personas por km².

## Geografía
Beverly Shores se encuentra ubicado en las coordenadas 41°41′28″N 86°58′44″O / 41.69111, -86.97889. Según la Oficina del Censo de los Estados Unidos, Beverly Shores tiene una superficie total de 15.09 km², de la cual 9.28 km² corresponden a tierra firme y (38.52%) 5.81 km² es agua.

## Demografía
Según el censo de 2010, había 613 personas residiendo en Beverly Shores. La densidad de población era de 40,61 hab./km². De los 613 habitantes, Beverly Shores estaba compuesto por el 96.57% blancos, el 1.31% eran afroamericanos, el 0% eran amerindios, el 0.33% eran asiáticos, el 0% eran isleños del Pacífico, el 0.82% eran de otras razas y el 0.98% pertenecían a dos o más razas. Del total de la población el 2.77% eran hispanos o latinos de cualquier raza.